# Brombach (Schmitten im Taunus)
Brombach ist ein Ortsteil der Gemeinde Schmitten im Taunus im hessischen Hochtaunuskreis.

## Geographie
Brombach liegt im Weiltal des östlichen Hintertaunus auf einer Höhe von 391 bis 503 Metern über Normalnull. Auf einer Fläche von 298 Hektar hat Brombach eine Einwohnerzahl von 507 (Stand: September 2006). Der Pass Jammerhecke verbindet das Weiltal mit dem Usinger Land.

## Geschichte

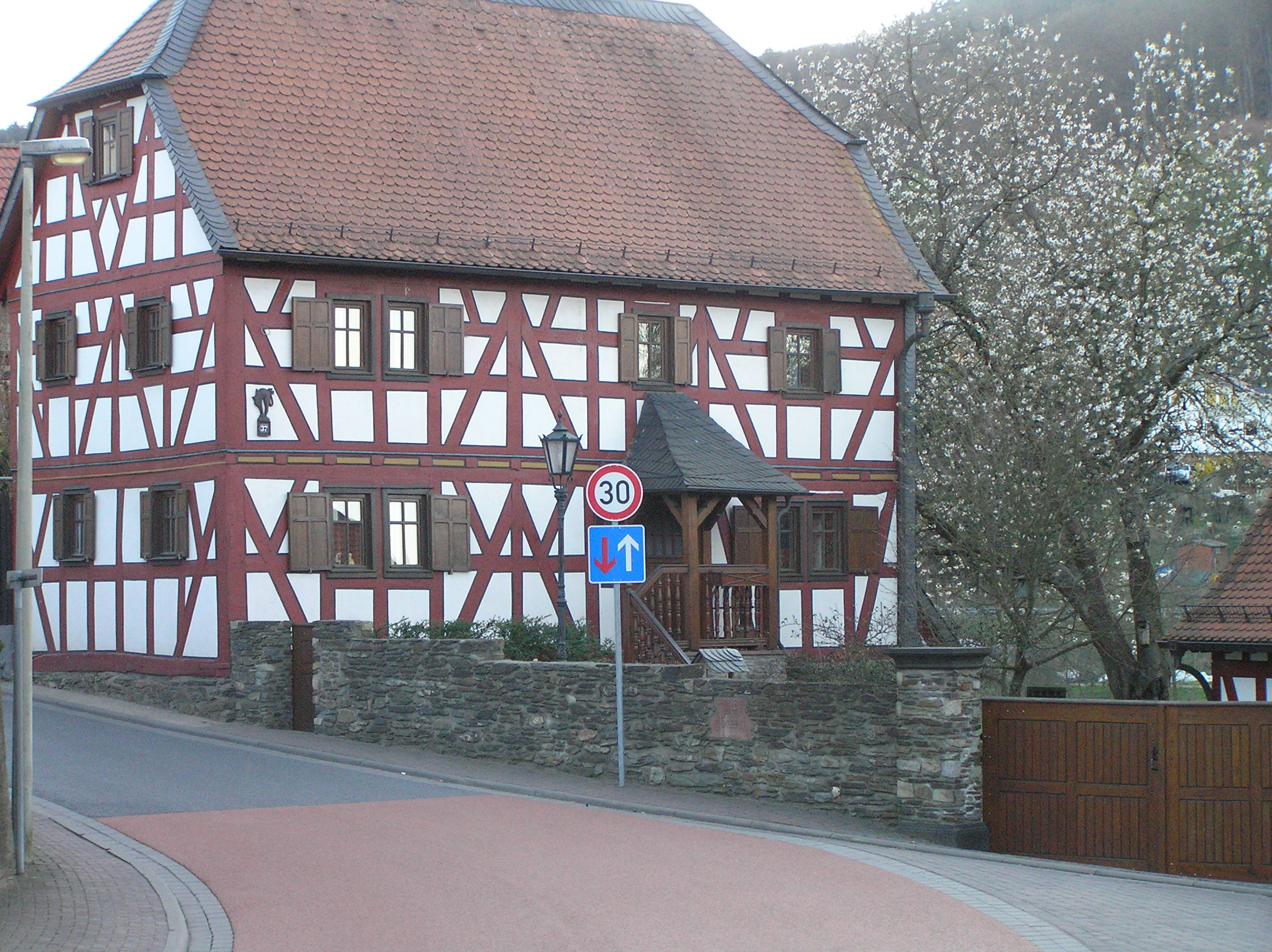
Alte Brauerei Brombach

### Namensherkunft
Der Name Brombach ist vom althochdeutschen Begriff Bramo (für Dornstrauch oder Gestrüpp) abgeleitet. In mittelalterlichen Urkunden ist der Ort teilweise auch als Brambach benannt worden. Das 1951 gestaltete Wappen des Ortes stellt auf im goldenen Hintergrund eine schwarze Brombeere mit grünen Blättern und grünem Stiel dar, wobei das Wappenmotiv sprachlich vom Ortsnamen inspiriert wurde.

### Chronik
Die älteste bekannte schriftliche Erwähnung von Brombach erfolgte Jahr 1398.
Die Ortschaft war zum Stockheimer Obergericht gehörig und Filialgemeinde von Rod am Berg. In allen Urkunden, die die Gemeinde erwähnen, ist sie zusammen mit der Nachbarortschaft Hunoldstal (vormals Hundstall) genannt. Für das 16. Jahrhundert ist im Bereich der nahe dem Ort gelegenen Wüstung „Auf der Sorge“ eine Schmiede nachgewiesen, von der die Herren von Stockheim Abgaben erhielten.
Brombach war bis zum freiwilligen Zusammenschluss im Zuge der Gebietsreform in Hessen zum 1. April 1972 mit Schmitten und weiteren bis dahin selbstständigen Gemeinden eigenständig und ist seither ein Ortsteil der Gemeinde Schmitten.
Ortsbezirke nach der Hessischen Gemeindeordnung wurden in Schmitten nicht gebildet.

### Territorialgeschichte und Verwaltung im Überblick
Die folgende Liste zeigt im Überblick die Territorien, in denen Brombach lag, bzw. die Verwaltungseinheiten, denen es unterstand:
- vor 1806: Heiliges Römisches Reich, Fürstentum Nassau-Usingen, Oberamt oder Grafschaft Usingen
- ab 1806: Deutscher Bund, Herzogtum Nassau, Amt Usingen
- ab 1816: Deutscher Bund, Herzogtum Nassau, Amt Usingen
- ab 1849: Deutscher Bund, Herzogtum Nassau, Kreisamt Idstein
- ab 1854: Deutscher Bund, Herzogtum Nassau, Amt Usingen
- ab 1867: Norddeutscher Bund, Königreich Preußen, Provinz Hessen-Nassau, Regierungsbezirk Wiesbaden, Obertaunuskreis (Trennung zwischen Justiz (Amtsgericht Usingen) und Verwaltung)
- ab 1871: Deutsches Reich, Königreich Preußen, Provinz Hessen-Nassau, Regierungsbezirk Wiesbaden, Obertaunuskreis
- ab 1918: Deutsches Reich, Freistaat Preußen, Provinz Hessen-Nassau, Regierungsbezirk Wiesbaden, Obertaunuskreis
- ab 1886: Deutsches Reich, Königreich Preußen, Provinz Hessen-Nassau, Regierungsbezirk Wiesbaden, Kreis Usingen
- ab 1932: Deutsches Reich, Königreich Preußen, Provinz Hessen-Nassau, Regierungsbezirk Wiesbaden, Obertaunuskreis
- ab 1933: Deutsches Reich, Königreich Preußen, Provinz Hessen-Nassau, Regierungsbezirk Wiesbaden, Landkreis Usingen
- ab 1944: Deutsches Reich, Freistaat Preußen, Provinz Nassau, Landkreis Usingen
- ab 1945: Amerikanische Besatzungszone, Groß-Hessen, Regierungsbezirk Wiesbaden, Landkreis Usingen
- ab 1949: Bundesrepublik Deutschland, Land Hessen, Regierungsbezirk Wiesbaden, Landkreis Usingen
- ab 1968: Bundesrepublik Deutschland, Land Hessen, Regierungsbezirk Darmstadt, Landkreis Usingen
- am 1. April 1972 als Ortsteil zur Gemeinde Schmitten
- ab 1972: Bundesrepublik Deutschland, Land Hessen, Regierungsbezirk Darmstadt, Hochtaunuskreis

### Einwohnerentwicklung

#### Einwohnerzahlen
| Brombach: Einwohnerzahlen von 1834 bis 2021 | Brombach: Einwohnerzahlen von 1834 bis 2021 | Brombach: Einwohnerzahlen von 1834 bis 2021 | Brombach: Einwohnerzahlen von 1834 bis 2021 | Brombach: Einwohnerzahlen von 1834 bis 2021 |
| --- | ------------------------------------------- | ------------------------------------------- | ------------------------------------------- | ------------------------------------------- |
| Jahr |                                             |                                             |                                             | Einwohner                                   |
| 1834 | 1834                                        |                                             | 196                                         | 196                                         |
| 1840 | 1840                                        |                                             | 213                                         | 213                                         |
| 1846 | 1846                                        |                                             | 228                                         | 228                                         |
| 1852 | 1852                                        |                                             | 219                                         | 219                                         |
| 1858 | 1858                                        |                                             | 204                                         | 204                                         |
| 1864 | 1864                                        |                                             | 215                                         | 215                                         |
| 1871 | 1871                                        |                                             | 203                                         | 203                                         |
| 1875 | 1875                                        |                                             | 218                                         | 218                                         |
| 1885 | 1885                                        |                                             | 223                                         | 223                                         |
| 1895 | 1895                                        |                                             | 226                                         | 226                                         |
| 1905 | 1905                                        |                                             | 295                                         | 295                                         |
| 1910 | 1910                                        |                                             | 207                                         | 207                                         |
| 1925 | 1925                                        |                                             | 249                                         | 249                                         |
| 1939 | 1939                                        |                                             | 233                                         | 233                                         |
| 1946 | 1946                                        |                                             | 303                                         | 303                                         |
| 1950 | 1950                                        |                                             | 310                                         | 310                                         |
| 1956 | 1956                                        |                                             | 284                                         | 284                                         |
| 1961 | 1961                                        |                                             | 280                                         | 280                                         |
| 1967 | 1967                                        |                                             | 339                                         | 339                                         |
| 1970 | 1970                                        |                                             | 317                                         | 317                                         |
| 1980 | 1980                                        |                                             | ?                                           | ?                                           |
| 1990 | 1990                                        |                                             | ?                                           | ?                                           |
| 2000 | 2000                                        |                                             | ?                                           | ?                                           |
| 2011 | 2011                                        |                                             | 519                                         | 519                                         |
| 2021 | 2021                                        |                                             | 518                                         | 518                                         |
| Datenquelle: Historisches Gemeindeverzeichnis für Hessen: Die Bevölkerung der Gemeinden 1834 bis 1967. Wiesbaden: Hessisches Statistisches Landesamt, 1968. Weitere Quellen: LAGIS; Gemeinde Schmitten; Zensus 2011 |                                             |                                             |                                             |                                             |

#### Einwohnerstruktur
Nach den Erhebungen des Zensus 2011 lebten am Stichtag dem 9. Mai 2011 in Brombach 519 Einwohner. Darunter waren 27 (5,2 %) Ausländer.
Nach dem Lebensalter waren 102 Einwohner unter 18 Jahren, 231 zwischen 18 und 49, 102 zwischen 50 und 64 und 84 Einwohner waren älter.
Die Einwohner lebten in 213 Haushalten. Davon waren 51 Singlehaushalte, 69 Paare ohne Kinder und 81 Paare mit Kindern, sowie 12 Alleinerziehende und 3 Wohngemeinschaften. In 36 Haushalten lebten ausschließlich Senioren und in 156 Haushaltungen lebten keine Senioren.

#### Religionszugehörigkeit
| • 1885: | 218 evangelische (= 97,76 %), 5 anderes christliche-konfessionelle (= 2,24 %) Einwohner |
| • 1961: | 266 evangelische (= 95,00 %), 13 katholischer (= 6,64 %) Einwohner                      |

## Religion

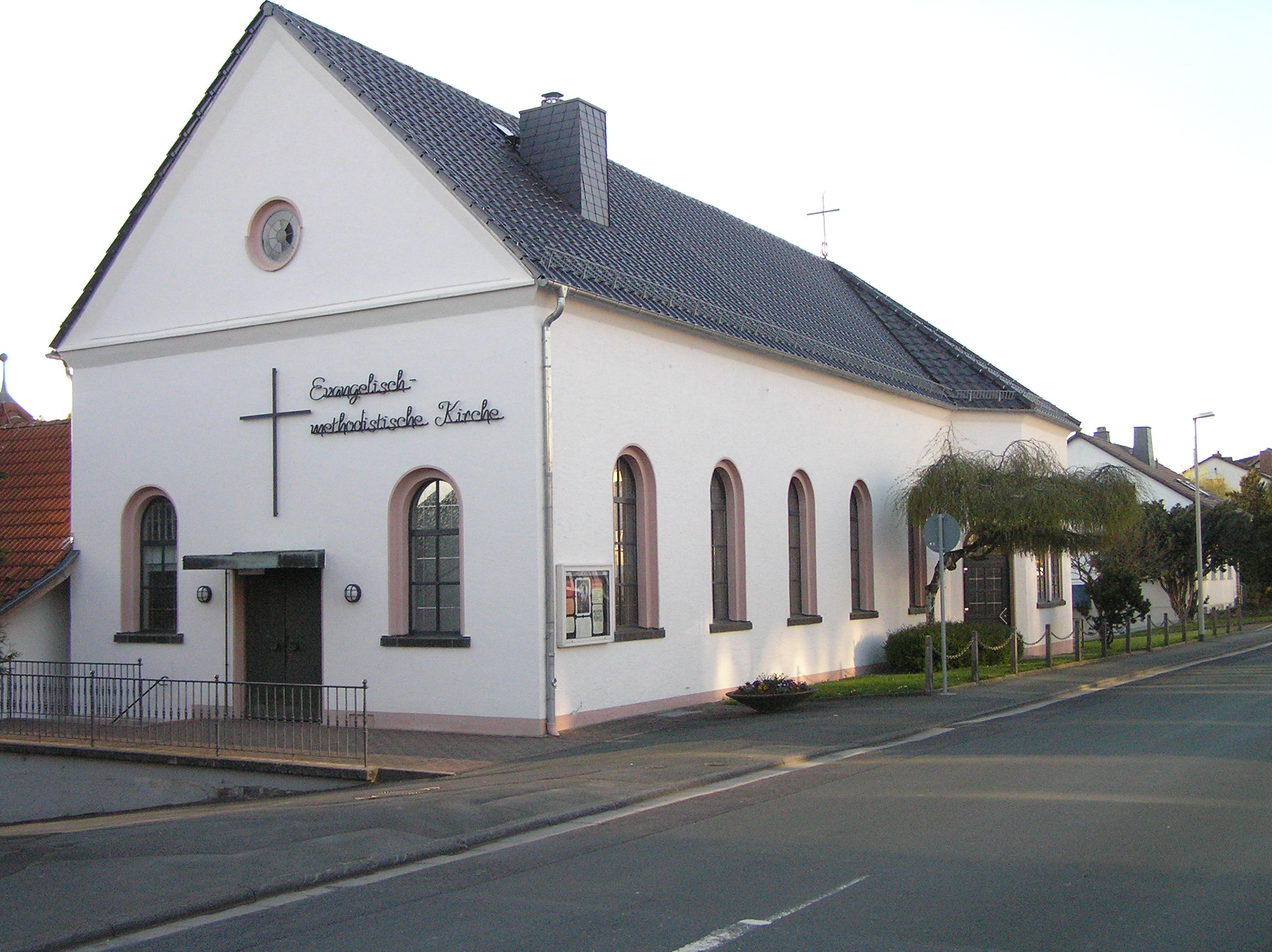
Evangelisch-methodistische Kirche Brombach

In Brombach befindet sich eine Gemeinde der Evangelisch-Methodistischen Kirche. Die Kirchengemeinde wurde um 1862 gegründet. Das Kirchengebäude selbst wurde 1895 für 9000 Mark errichtet und 1965 und 1994 erweitert.

## Politik

### Bürgermeister
Letzter Bürgermeister der selbstständigen Gemeinde war Walter Moos.

### Wappen
| Wappen von Brombach | Blasonierung: „In Gold eine schwarze Brombeere mit grünen Kelchblättern und grünem Stiel.“ |
| Wappen von Brombach | Wappenbegründung: Dieses redende Wappen ist am 26. Februar 1951 amtlich verliehen worden. Erst seit 1816 führt die Gemeinde eigene Siegel, doch haben diese bis zur Einführung des Wappens kein Bild enthalten. Der Ort hat zum Obergericht Stockheim (Gericht Rod a. B.) gehört, das 1669 endgültig an Nassau fiel. In der Farbgebung des Wappens sind daher die alten Landesherren, die Herren von Stockheim, berücksichtigt. |

## Kultur und Sehenswürdigkeiten

### Bauwerke
Für die unter Denkmalschutz stehenden Gebäude siehe die Liste der Kulturdenkmäler in Brombach.
In der Mitte des Dorfes fällt ein Ensemble von sanierten Fachwerkhäusern, die alte Brauerei, ins Auge. Das heute privat genutzte Anwesen ist eine unverändert erhaltene Hofanlage aus dem 18. Jahrhundert mit Fachwerkwohnhaus, Nebengebäude (der Brauerei) und Scheune.

### Luther-Eiche

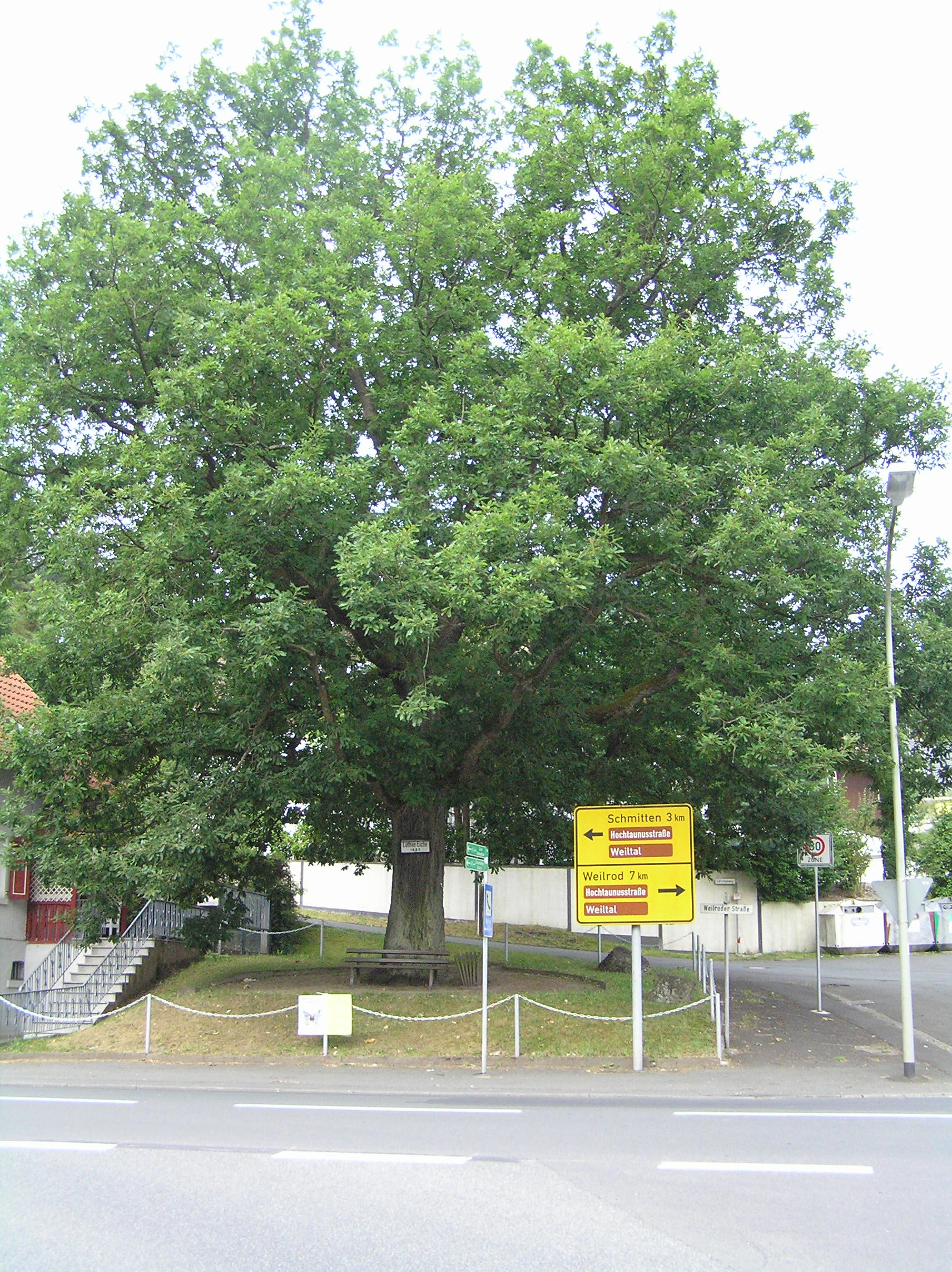
Luthereiche

Im Jahre 1883 wurde anlässlich des 400. Geburtstags von Martin Luther die Luthereiche gepflanzt, die heute einen Blickfang an der Kreuzung der Weiltalstraße darstellt.

### Dialekt
Der Dialekt der Brombacher und der anderen Hochtaunusdörfer ähnelt sich sehr, aber es gibt auch Ausnahmen. Die Ursache für dieses Phänomen dürfte der Einfluss der Westerwälder, bzw. Wetterauer Mundart in den weilabwärts gelegenen Dörfern sein, während in den oberen Ortschaften durch vielfältige Verbindungen seit alters her das unter-mainische Idiom die Sprache mitgeprägt hat.

## Wirtschaft und Infrastruktur

### Öffentliche Einrichtungen
Brombach besitzt einen Kindergarten, der in den 1960er Jahren gemeinsam mit der Nachbargemeinde Hunoldstal als Schule errichtet wurde. Daran angegliedert ist ein in den 1990er Jahren erbautes Gemeindehaus. Seit 1932 besteht in Brombach die Freiwillige Feuerwehr. Außerhalb des Orts liegt der Ende der 1960er Jahre eingeweihte Friedhof, der den alten, mittlerweile aufgegebenen Friedhof ersetzte.

### Wirtschaftsstruktur
Auch wenn die Einwohner heute zum größten Teil zur Arbeit in das Rhein-Main-Gebiet pendeln, gibt es eine Reihe von ortsansässigen Betrieben. Der mit Abstand größte Arbeitgeber vor Ort ist die regional bekannte Firma Müller & Co., die Kunststofffenster und Haustüren herstellt und montiert. Der Betrieb hat über 120 Mitarbeiter und besteht bereits seit dem Jahr 1905. Des Weiteren befinden sich zwei gastronomische Betriebe sowie eine Tankstelle im Ort. Ein Sägewerk wurde in den 1990er Jahren aufgegeben.

### Tourismus
Durch Brombach führt der Weiltalweg, der von Wanderern und Fahrradfahrern aus dem ganzen Rhein-Main-Gebiet aufgesucht wird. Weiterhin ist Brombach durch das oberhalb des Ortes im Wald gelegene Clubhaus der NaturFreunde Deutschlands Ortsgruppe Frankfurt am Main e. V. („NaturFreundeHaus Brombacher Hütte“) bekannt, das einen Anlaufpunkt für Wanderer darstellt.